# Peter Colfs
Peter (ookwel Pieter) Colfs (1906, Antwerpen - 1983, aldaar) was een Antwerpse neo-expressionistische kunstschilder. Hij maakte niet alleen schilderijen maar ook muurschilderingen en wandtapijten.

## Biografie
Peter Colfs studeerde in de periode  van 1923-31 aan de Academie voor Schone Kunsten van Antwerpen. 
In 1931 won hij de Godecharleprijs en met de beurs die hij erbij kreeg maakte hij een studiereis door Frankrijk en Spanje.
Colfs vertegenwoordigde België in de kunstcompetitie die in 1932 voor de vijfde keer als onderdeel van de Olympische Spelen gehouden werd.
In 1934 won hij tevens de Prix de Rome, een prestigieuze prijs voor jonge kunstenaars.
Vanaf 1936 zou Colfs terugkeren naar de kunstacademie in Antwerpen, waar hij als docent aan de slag ging.

## Oeuvre
Colfs was een multidisciplinaire kunstenaar. Hij is meest bekend als schilder (voornamelijk portretten, stillevens, stadsbeelden en allegorieën), maar fabriceerde dus ook monumentale muurschilderingen. Zijn beroemdste werk was echter het wandtapijt Triomf van de vrede, een allegorie van welvaart en gelijkheid. Dit tapijt werd in 1954 door de Belgische regering aan de Verenigde Naties geschonken.
Colfs werd ook internationaal bekend door muurschilderingen voor pakketboten, en door paneelschilderingen voor enkele wereldtentoonstellingen.

## Prijzen en erevermeldingen
Peter Colfs won vele prijzen, waaronder de Godecharleprijs in 1931, en de Prix de Rome voor de schilderkunst in 1934. In 1954 werd hij opgenomen als Ridder in de Belgische Kroonorde.